# The Ghost of You
The Ghost of You to czwarty i ostatni singel oraz szósty utwór z drugiego albumu My Chemical Romance pt. Three Cheers for Sweet Revenge. Teledysk był kręcony na plaży w Malibu i kosztował milion dolarów. Reżyserował go Marc Webb. Akcja dzieje się podczas II wojny światowej. Pierwsza część ma miejsce podczas potańcówki zorganizowanej przez United Service Organizations. Członkowie zespołu grają żołnierzy-muzyków przygrywających do tańca innym żołnierzom. Druga część jest bardzo podobna do sceny desantu na plażę Omaha z filmu Szeregowiec Ryan. Punktem zwrotnym teledysku jest śmierć żołnierza granego przez Mikey'ego Waya. Pomóc próbuje mu sanitariusz grany przez Raya Toro, natomiast nad zwłokami rozpacza inny żołnierz (Gerard Way).

## Lista utworów
Wersja pierwsza:
1. „The Ghost of You”

Wersja druga:
1. „The Ghost of You”
2. „Helena” (Live from the Warped Tour Bootleg Series)

Wersja trzecia:
1. „The Ghost of You”
2. „I'm Not OK (I Promise)” (Live from the Warped Tour Bootleg Series)
3. „Cemetery Drive” (Live from the Warped Tour Bootleg Series)